# Alice et Léopold
Alice et Léopold est une série de bande dessinée belge d'Olivier Wozniak au dessin et Denis Lapière au scénario et éditée par Dupuis.

## Synopsis
L'histoire se déroule en Afrique, au Congo belge, en 1922.
Les protagonistes sont Alice et Léopold, deux cousins, qui vivent dans une plantation de cacao tenue par le père de Léopold.
Les autres personnages sont la famille des cousins, les ouvriers de l'exploitation ainsi que les habitants des villages voisins.

## Historique
Après quatre histoires courtes publiées dans Le Journal de Spirou entre 1989 et 1990, une grande aventure est commandée, intitulée Le Grand Éléphant Blanc. Rebaptisée La Colère de Grindi pour sa sortie en album en 1991, la série connaît seulement quatre autres tomes. En effet, le tome 5 - La Danse du Poko -, édité en 1995, clôt de façon prématurée les aventures d'Alice & Léopold. D'après le scénariste Denis Lapière, les ventes sont considérées comme insuffisantes par l'éditeur Dupuis. Des chiffres qui auraient été pourtant tout à fait satisfaisants en 2010.

## Albums
1. La Colère de Grindi,  (ISBN 2-8001-1844-X),  1991
2. Les Croix de cuivre,  (ISBN 2-8001-1908-X), 1992
3. La Vallée des pierres vertes,  1993
4. La Petite Marie,  (ISBN 2-8001-2114-9),  1994
5. La Danse du poko,  (ISBN 2-8001-2193-9), 1995

## Prépublication
- Une première histoire est publiée pour la première fois dans le journal Spirou no 2657 (1989).
- Une deuxième histoire est publiée pour la première fois dans le journal Spirou no 2671 (1989).
- La Moto du père Joseph est publiée pour la première fois du no 2682 au no 2683 du journal Spirou.
- Le Grand éléphant blanc est publiée pour la première fois du no 2724 au no 2735 du journal Spirou.
- Le Noël de Gertrude est publiée pour la première fois dans le journal Spirou no 2749 (1990).
- Les Croix de cuivre est publiée pour la première fois du no 2777 au no 2789 du journal Spirou.
- La Vallée des pierres vertes est publiée pour la première fois du no 2853 au no 2862 du journal Spirou.
- La Petite Marie est publiée pour la première fois du no 2913 au no 2923 du journal Spirou.
- La Danse du poko est publiée pour la première fois du no 2964 au no 2975 du journal Spirou.